# Làng sinh thái

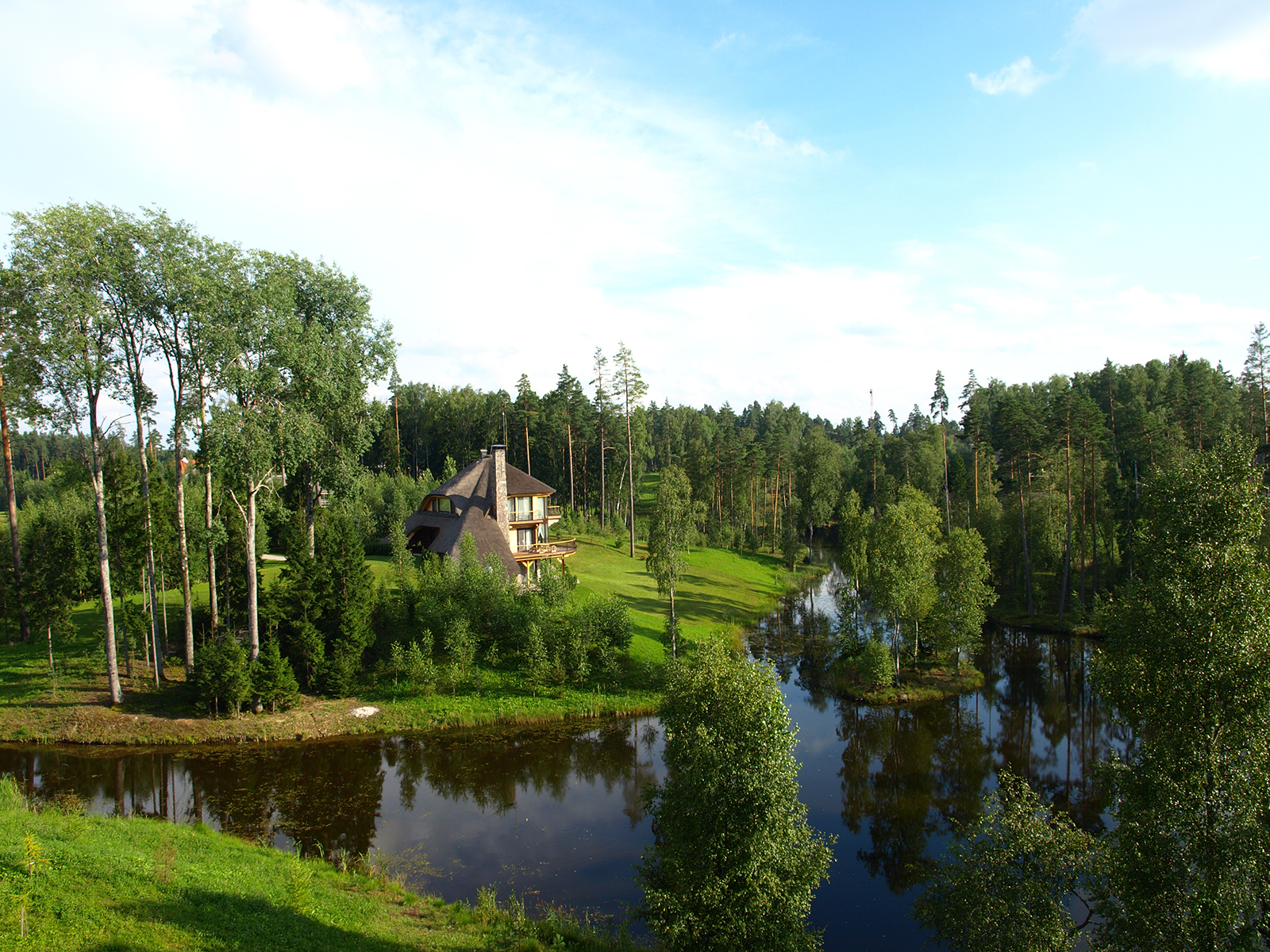
Quang cảnh làng sinh thái

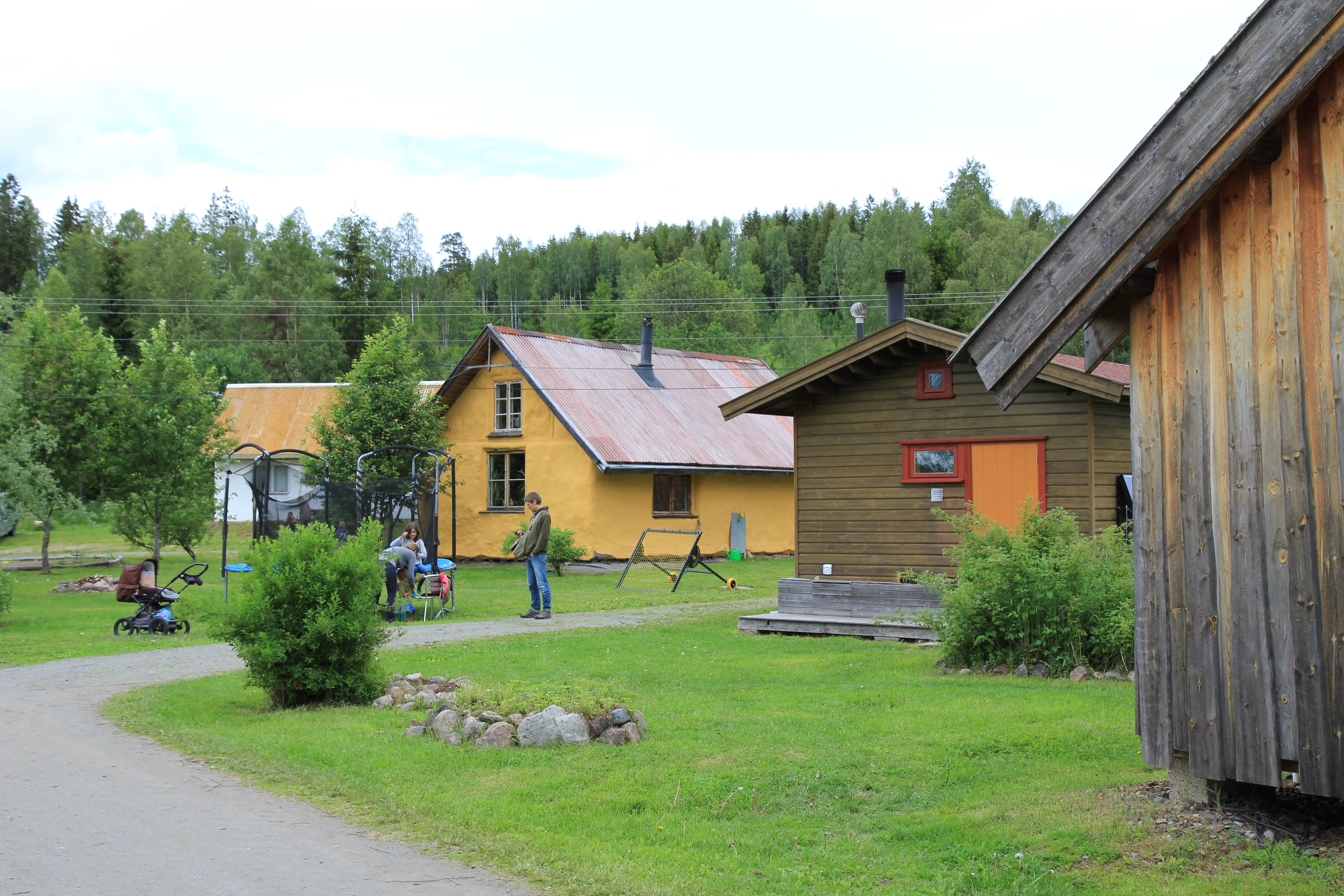
Làng sinh thái Hurdal

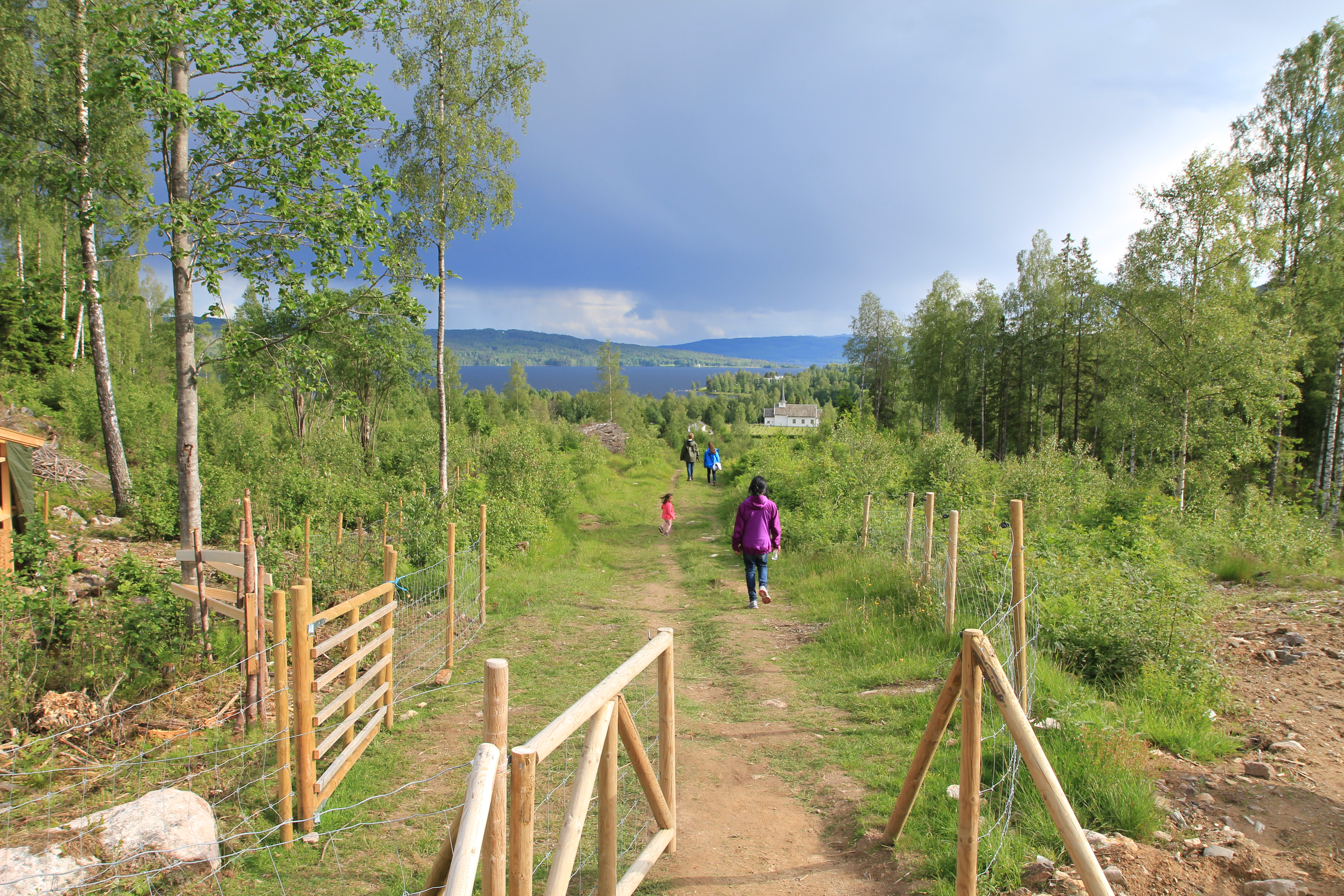
Làng sinh thái

Làng sinh thái (Ecovillage) là một cộng đồng cư dân truyền thống hoặc có chủ ý với mục tiêu trở nên bền vững hơn về mặt xã hội, văn hóa, kinh tế và sinh thái. Làng sinh thái cố gắng tạo ra ít tác động tiêu cực nhất có thể đến môi trường tự nhiên thông qua thiết kế xây dựng có chủ ý và các hành vi có chọn lọc của cư dân. Làng sinh thái là kết quả thực tế từ một sự mong muốn của con người nhằm tìm ra một lối sống bền vững dựa trên thái độ và cách tiếp cận đối với vấn đề loại bỏ chất thải. Hiện có hơn 10.000 làng sinh thái trên khắp thế giới.

## Đặc điểm
Làng sinh thái được thiết kế một cách có ý thức thông qua các quy trình có sự tham gia, thuộc sở hữu của địa phương để tái tạo và khôi phục môi trường tự nhiên và xã hội của nó. Các mục đích của Làng sinh thái là quy hoạch vật chất (như sử dụng năng lượng thấp với mức hiệu suất cao và sản sinh chất thải thấp) và quy hoạch xã hội (như nâng cấp các giá trị xã hội và văn hoá liên quan tới giá trị vật chất). Hầu hết những ngôi làng này có quy mô từ 50 đến 250 cá nhân, mặc dù một số nhỏ hơn và các làng sinh thái truyền thống thường lớn hơn nhiều. Các làng sinh thái lớn hơn thường tồn tại dưới dạng mạng lưới các cộng đồng nhỏ hơn. Một số làng sinh thái đã phát triển thông qua các cá nhân, gia đình, hoặc các nhóm nhỏ khác có cùng chí hướng - những người không phải là thành viên, ít nhất là ngay từ đầu-định cư ở vùng ngoại vi của làng sinh thái và tham gia trên thực tế vào cộng đồng.
Những người dân làng sinh thái gắn kết với nhau bởi các giá trị chung về sinh thái, kinh tế xã hội và văn hóa-tinh thần. Cụ thể, những người dân lập làng sinh thái tìm kiếm các giải pháp thay thế cho các hệ thống điện, nước, giao thông vận tải và xử lý chất thải có tính hủy hoại sinh thái, cũng như các hệ thống xã hội lớn hơn phản ánh và hỗ trợ cư dân. Nhiều người coi sự sụp đổ của các hình thức cộng đồng cư dân truyền thống, lối sống tiêu dùng lãng phí, phá hủy môi trường sống tự nhiên, mở rộng đô thị, canh tác công nghiệp và phụ thuộc quá nhiều vào nhiên liệu hóa thạch là những xu hướng cần phải thay đổi để ngăn chặn thảm họa sinh thái và tạo ra những cách thức giàu có và thỏa mãn hơn của cuộc sống. Làng sinh thái cung cấp các cộng đồng quy mô nhỏ với tác động sinh thái tối thiểu hoặc tác động tái tạo như một giải pháp thay thế.
Trong Làng sinh thái, nhà ở thường là nhà kiểu năng lượng thấp (không quá 10.000KWh/năm), đảm bảo không dùng các nhiên liệu hoá thạch, tránh sử dụng xe hơi, hàng hoá được tiêu thụ trong các cửa hàng bán lẻ. Rau, cây ăn quả, hoa và cả cây lấy gỗ được trồng trên các lô đất tập thể và tư nhân để tự thoả mãn nhu cầu. Các phế thải sinh vật được sử dụng làm phân bón và giảm lượng thải rắn hữu cơ, hạn chế được sự ô nhiễm nguồn nước. Việc ủ phân cục bộ, tách nguồn hợp lý và đốt giấy loại có thể giảm một khối lượng chất thải rắn từ các hộ gia đình hàng năm khoảng từ 250 kg/người xuống 100 kg/người, hoặc thậm chí thấp hơn. Làng sinh thái là một mô hình minh hoạ cho hướng phát triển cần phải có trong cả các nước phát triển cũng như đang phát triển để chuyển đổi được các xu hướng có hại. Nhiều nguồn tài liệu xác định làng sinh thái là một kiểu phụ của các cộng đồng có chủ ý tập trung vào tính bền vững.

## Hình ảnh

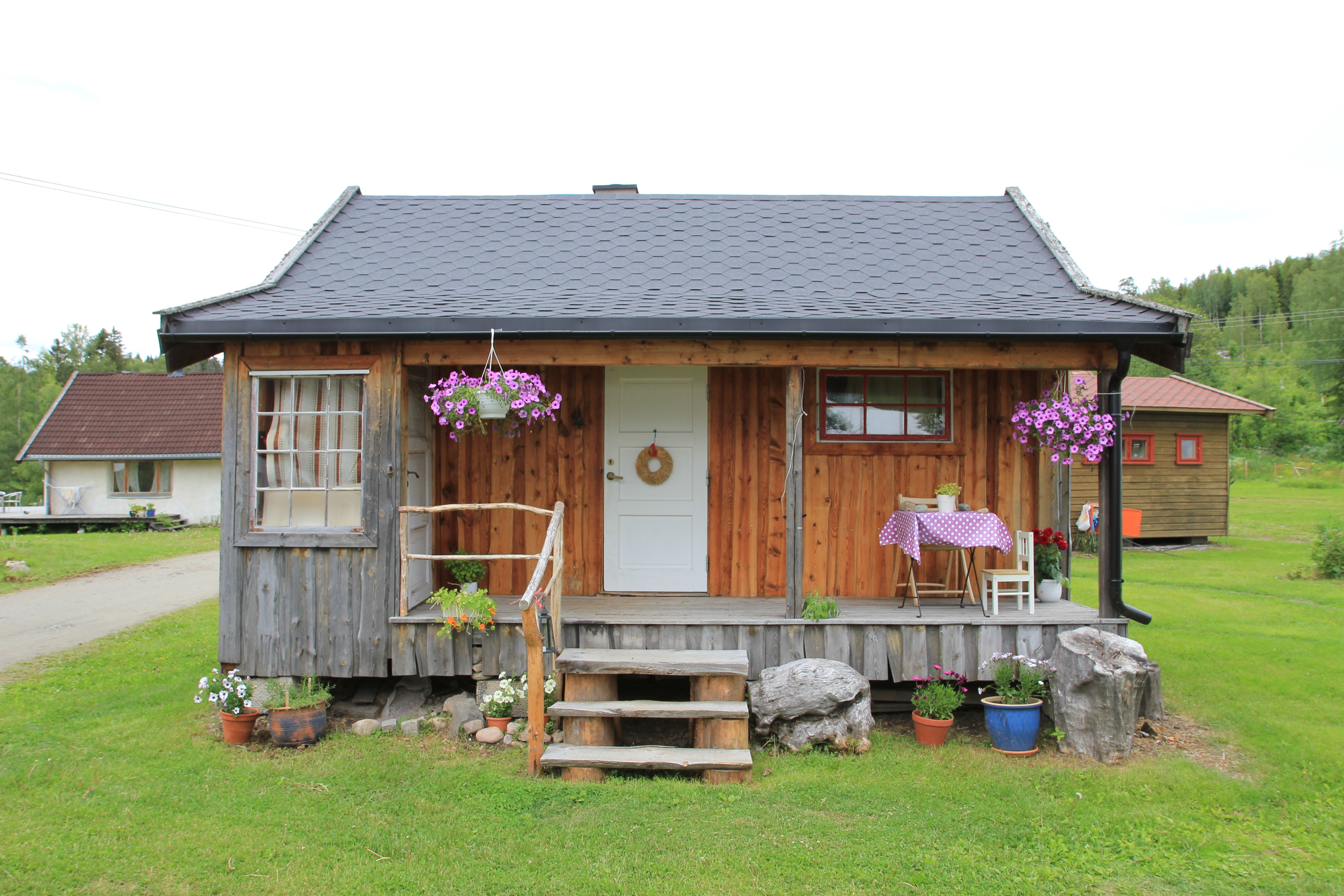
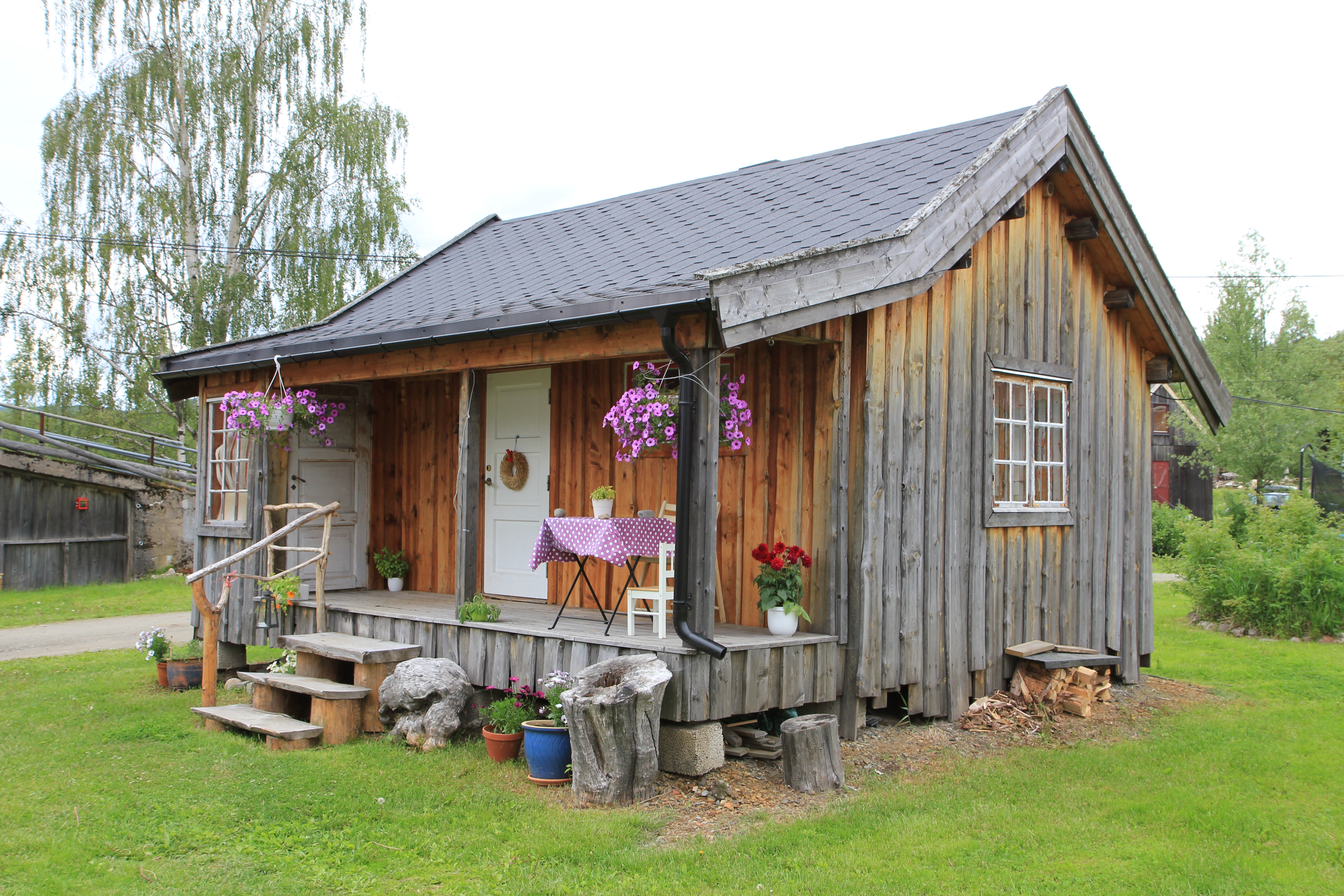
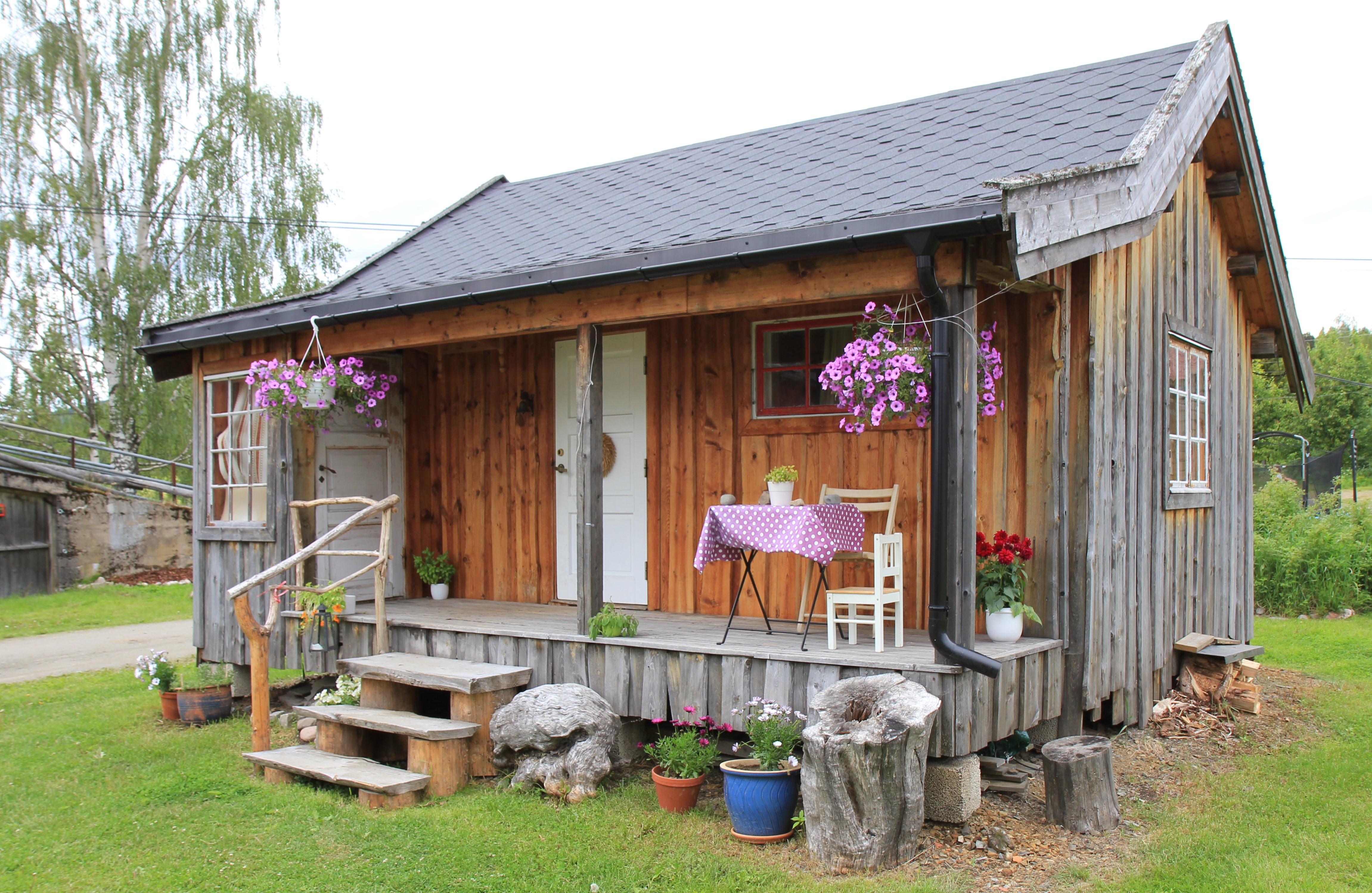
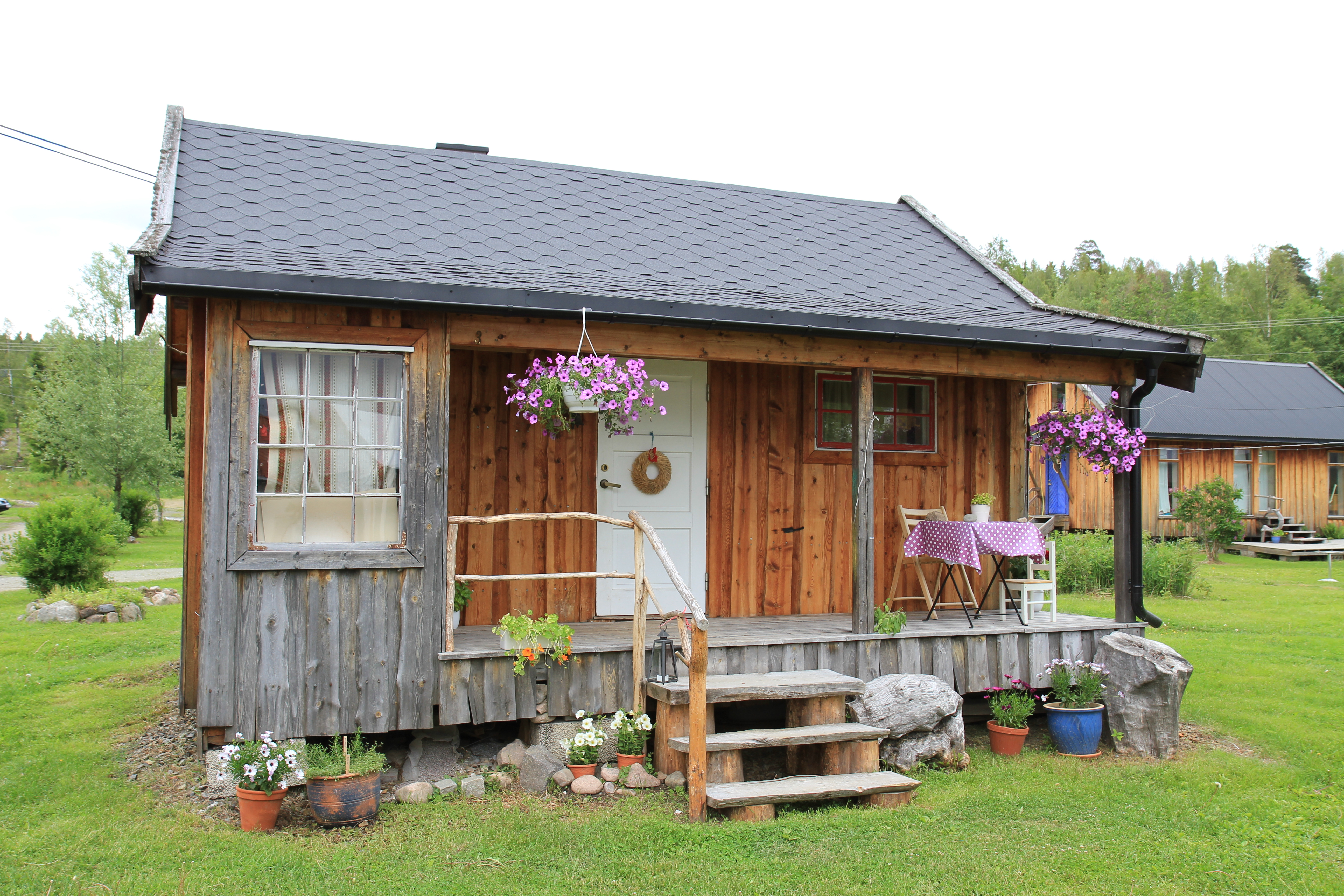
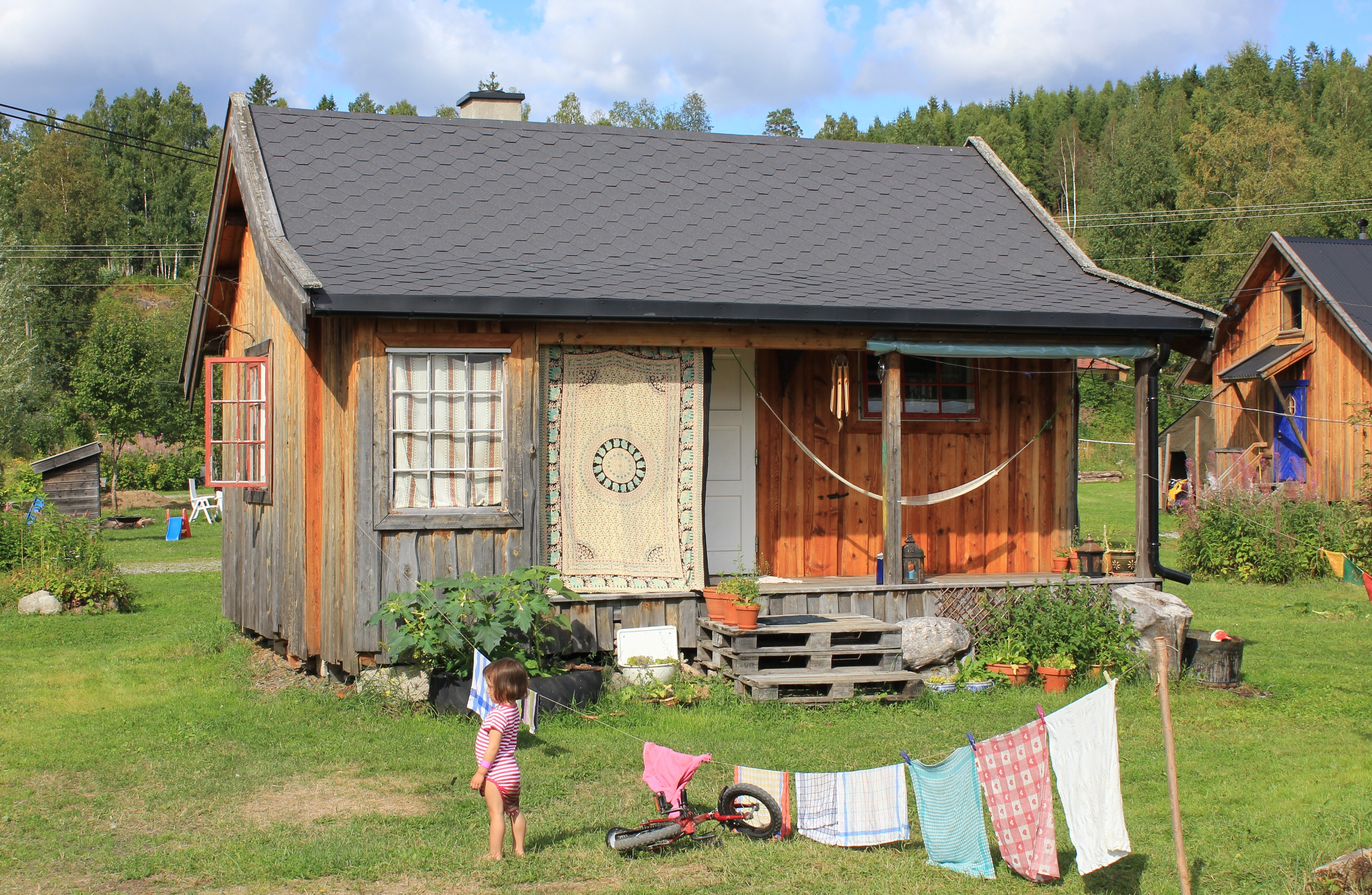
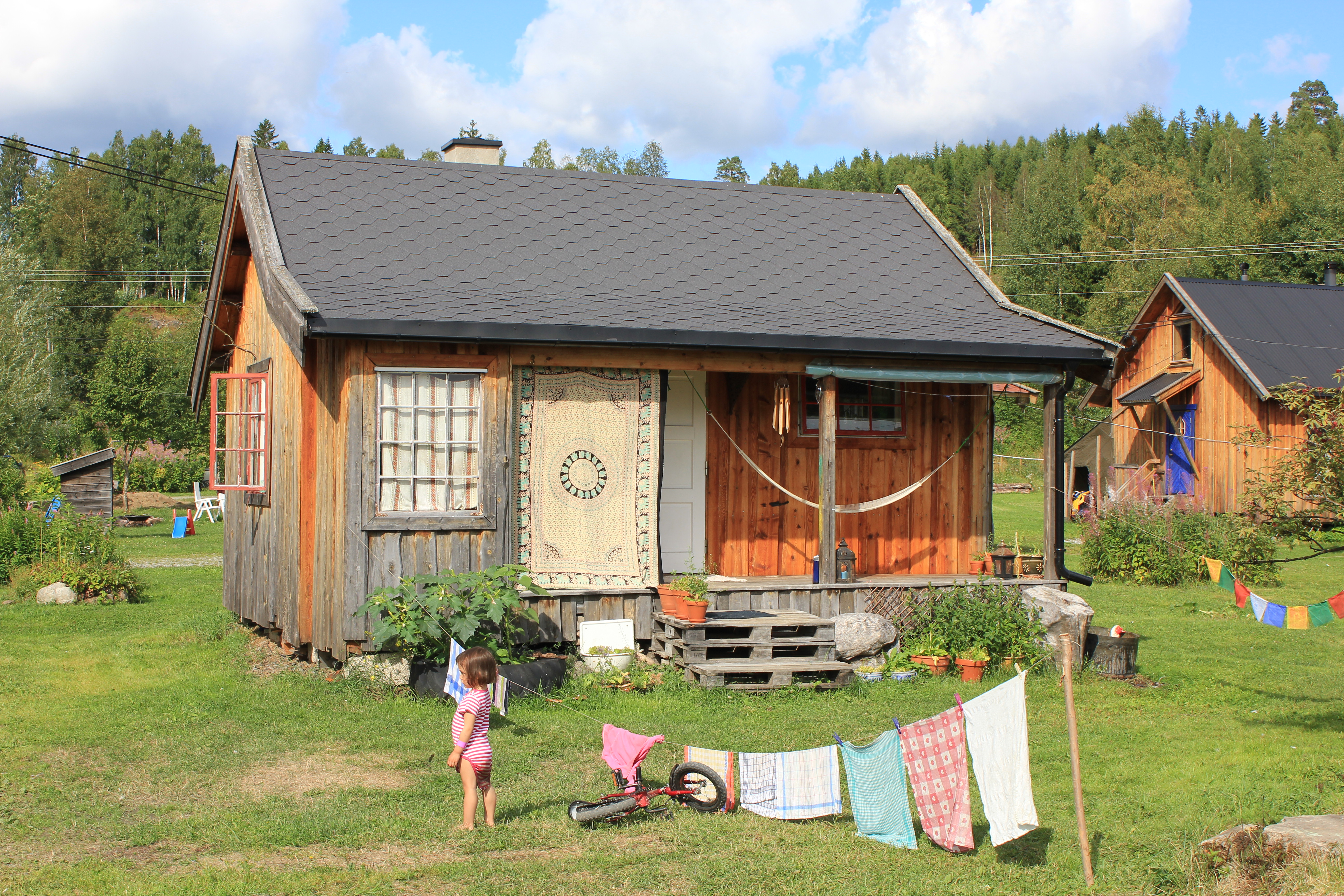
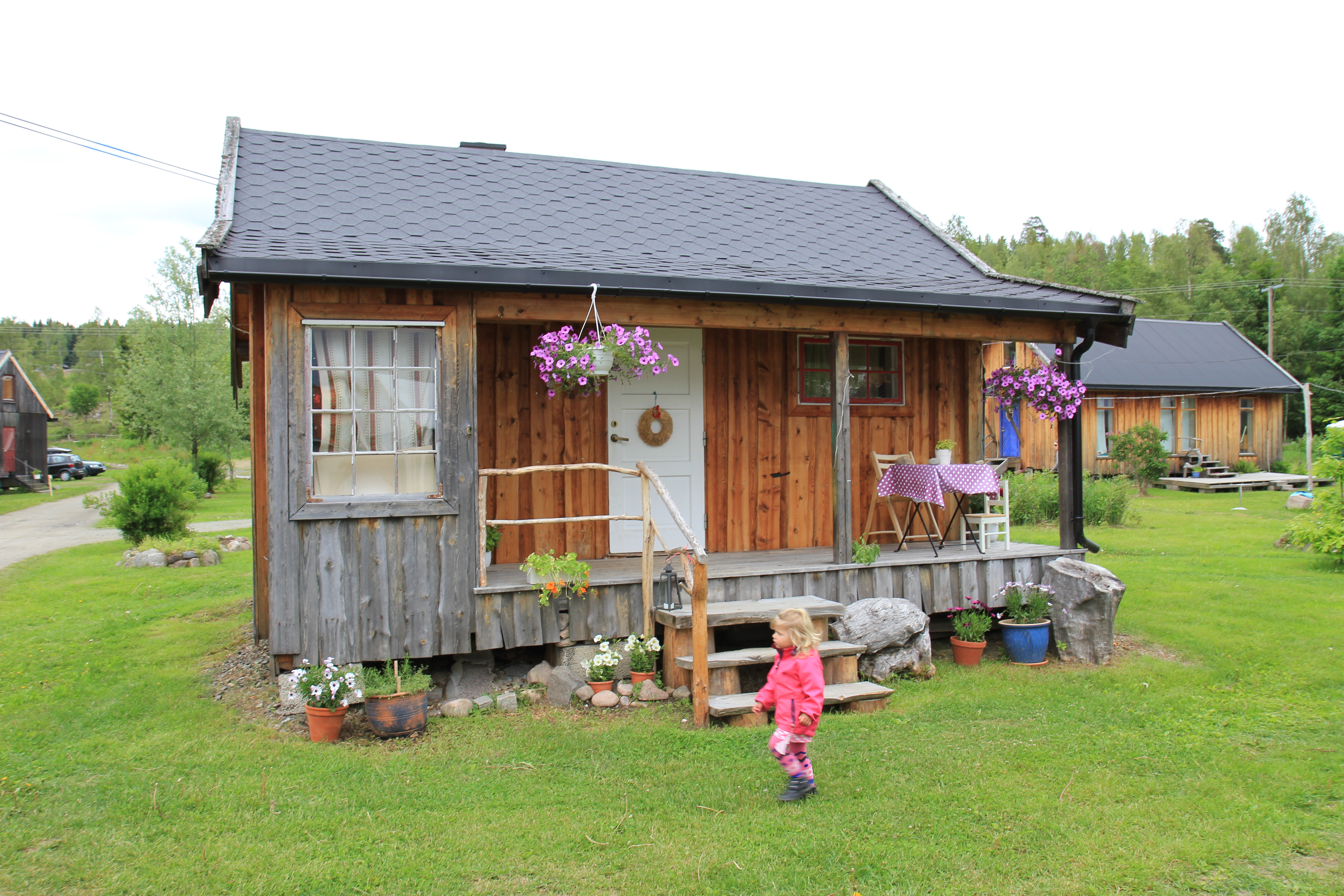
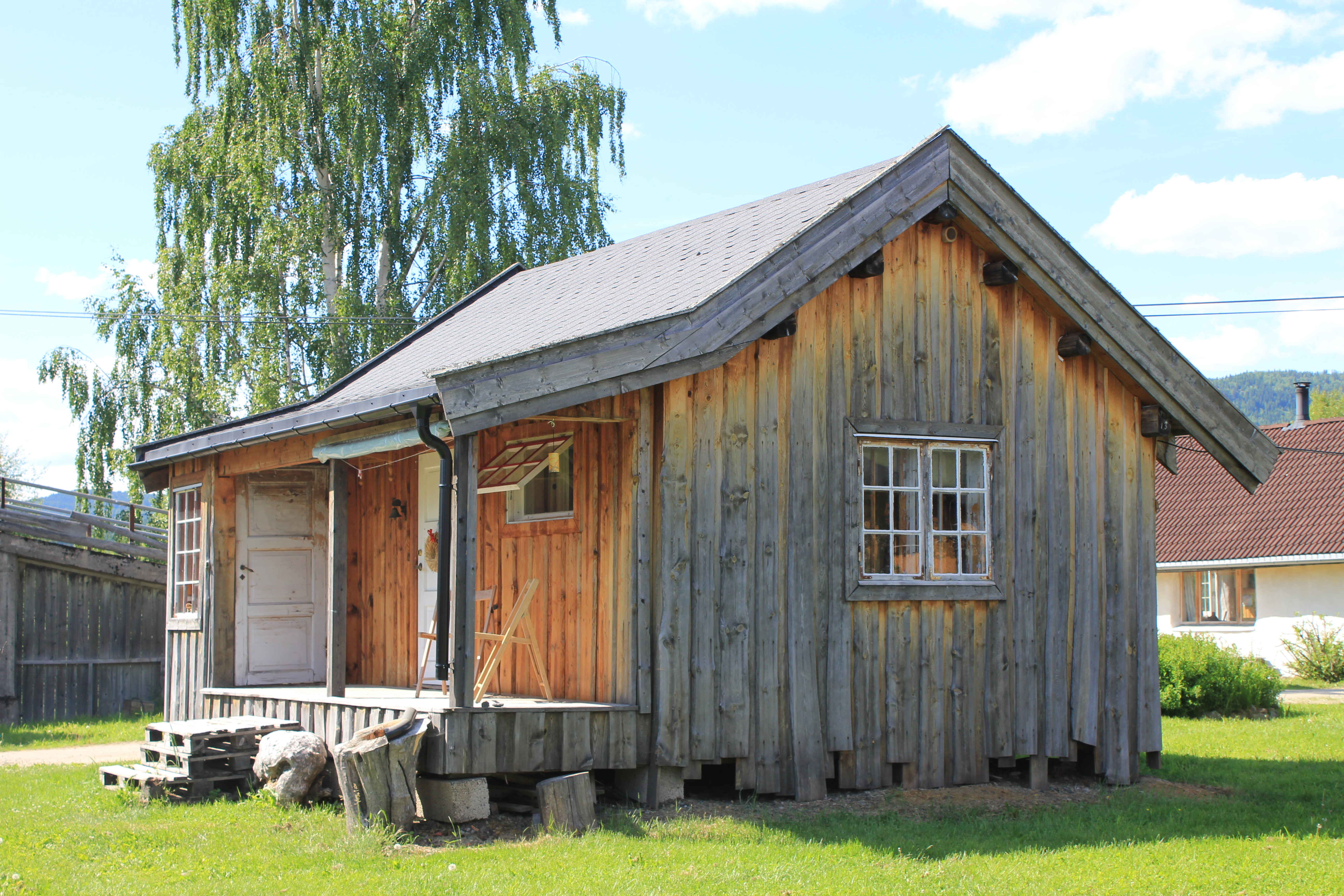
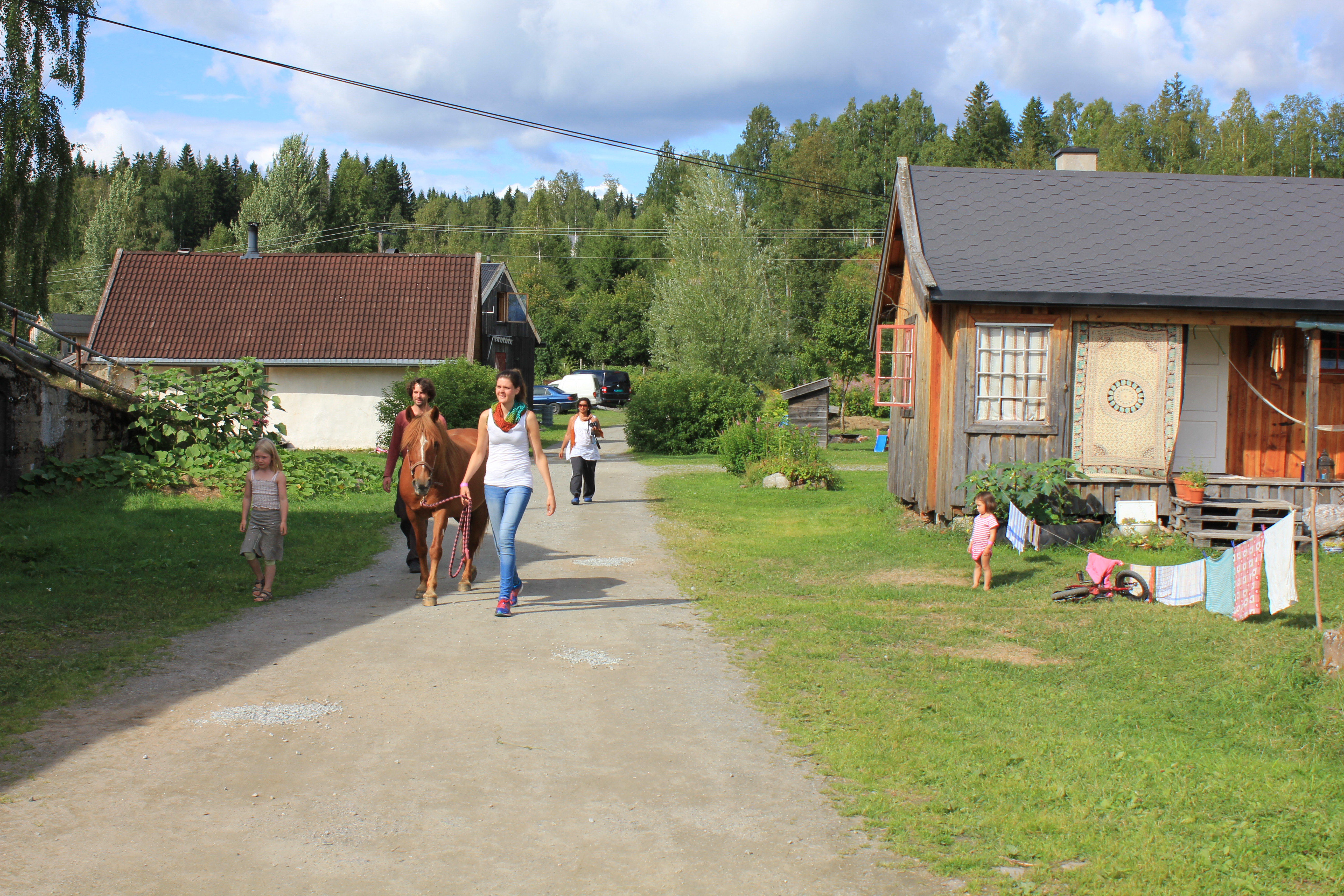